# Władysław Tobiasiewicz
Władysław Tobiasiewicz (ur. 20 czerwca 1886 w Kętach, zm. 1940 w ZSRR) – podpułkownik piechoty Wojska Polskiego.

## Życiorys
Urodził się w Kętach, w ówczesnym powiecie bialskim Królestwa Galicji i Lodomerii, w rodzinie Franciszka i Agnieszki. Był bratem Antoniego (ur. 1891), majora piechoty, Jana Kantego, księdza, oraz Franciszki z Tobiasiewiczów Fedorowskiej, Rozalii z Tobiasiewiczów Dyczkowskiej, Agnieszki z Tobiasiewiczów Dyczkowskiej i Marii z Tobiasiewiczów Raczkowskiej.
W czasie I wojny światowej razem z bratem Antonim walczył w szeregach cesarskiej i królewskiej armii. Ich oddziałem macierzystym był c. i k. pułk piechoty nr 56. W czasie służby w c. i k. armii awansował na kolejne stopnie w korpusie oficerów rezerwy piechoty: kadeta (1 stycznia 1911), chorążego (z tym samym starszeństwem 1 stycznia 1911), porucznika i nadporucznika (1 lutego 1916).
Po odzyskaniu przez Polskę niepodległości został przyjęty do Wojska Polskiego. Podczas wojny polsko-ukraińskiej był dowódcą 1 kompanii marszowej Pułku Ziemi Wadowickiej. Brał udział w wojnie polsko-bolszewickiej. 15 lipca 1920 roku został zatwierdzony z dniem 1 kwietnia 1920 roku w stopniu majora, w piechocie, w grupie oficerów byłej armii austro-węgierskiej. Pełnił wówczas służbę w Oddziale V Sztabu Ministerstwa Spraw Wojskowych w Warszawie. 1 czerwca 1921 roku nadal pełnił służbę w Oddziale V Sztabu MSWojsk., a jego oddziałem macierzystym był 12 pułk piechoty. 3 maja 1922 roku został zweryfikowany w stopniu majora piechoty ze starszeństwem z dniem 1 czerwca 1919 roku, a następnie do stopnia podpułkownika piechoty ze starszeństwem z dniem 15 sierpnia 1924. W latach 20. służył w 48 pułku piechoty w Stanisławowie, w tym w 1923 pełnił funkcję dowódcy I batalionu. Jako oficer tej jednostki w 1928 był przydzielony do 11 Dywizji Piechoty, w której był oficerem Przysposobienia Wojskowego. W marcu 1929 został przeniesiony służby do Powiatowej Komendy Uzupełnień Kielce na stanowisko pełniącego obowiązki komendanta. W grudniu 1929 został przeniesiony do Powiatowej Komendy Uzupełnień Stanisławów na stanowisko komendanta. Z dniem 30 czerwca 1934 roku został przeniesiony w stan spoczynku.
Po wybuchu II wojny światowej, kampanii wrześniowej 1939 i agresji ZSRR na Polskę z 17 września 1939 został aresztowany przez NKWD. Po pobycie w więzieniu w Stanisławowie został przeniesiony 18 kwietnia 1940 więzienia w Żytomierzu, a następnie prawdopodobnie jesienią tego roku rozstrzelany pod Charkowem. Jego nazwisko znalazło się na tzw. Ukraińskiej Liście Katyńskiej opublikowanej w 1994 (został wymieniony na liście wywózkowej 64/2-28 oznaczony numerem 2945; dosłownie określony jako Władysław Tobjansiewicz). Ofiary tej części zbrodni katyńskiej zostały pochowane na otwartym w 2012 Polskim Cmentarzu Wojennym w Kijowie-Bykowni.
Był mężem Zoﬁi ze Stefańskich, która we wrześniu 1940 została wywieziona do Kazachstanu. Zesłanie przeżyła, a po wojnie wróciła do Polski, do Krakowa, później do Kęt.

## Ordery i odznaczenia
- Krzyż Walecznych
- Złoty Krzyż Zasługi (10 listopada 1928)[25]
- Medal Niepodległości (9 listopada 1933)[26]
- Srebrny Medal Waleczności 2 klasy (Austro-Węgry)[3]
- Krzyż Wojskowy Karola (Austro-Węgry)[3]